# Marianne Elliott
Marianne Phoebe Elliott (Londra, 27 dicembre 1966) è una regista teatrale britannica.

## Biografia
È nota soprattutto per aver diretto la produzione teatrale di Lo strano caso del cane ucciso a mezzanotte a Londra nel 2012 e a Broadway nel 2014; per la sua regia vinse il Laurence Olivier Award al miglior regista (2013) e il Tony Award alla miglior regia di un'opera teatrale (2015). Aveva già vinto il Tony Award nel 2011 per la sua regia di un altro grande successo teatrale, War Horse, debuttato al Royal National Theatre di Londra nel 2007 e poi a New York nel 2011.
Nel 2017 fonda con Chris Harper la casa produttrice Elliott & Harper Productions e dirige Andrew Garfield, Nathan Lane e Russell Tovey nel revival di Angels in America - Fantasia gay su temi nazionali in scena al National Theatre di Londra; nel marzo 2018 la produzione debutta anche a Broadway, sempre con la regia della Elliott. Nel settembre 2018 dirige un revival del musical Company con Rosalie Craig e Patti LuPone in scena al Gielgud Theatre di Londra. Nel 2020 ha vinto nuovamente il Laurence Olivier Award alla miglior regia per il suo revival di Morte di un commesso viaggiatore in scena al Young Vic. Nel 2022 il suo allestimento di Company a Broadway le è valso il suo terzo Tony Award, questa volta alla miglior regia di un musical.
È sposata dal 2002 con l'attore Nick Sidi e la coppia ha una figlia.

## Teatro (parziale)
- Il profondo mare azzurro di Terence Rattigan. Royal Exchange di Manchester (1997)
- Una donna senza importanza di Oscar Wilde. Royal Exchange di Manchester (2000)
- Come vi piace di William Shakespeare. Royal Exchange di Manchester (2000)
- Le piccole volpi di Lillian Hellman. Donmar Warehouse di Londra (2001)
- I pilastri della società di Henrik Ibsen. National Theatre di Londra (2005)
- Santa Giovanna di George Bernard Shaw. National Theatre di Londra (2007)
- War Horse di Nick Stafford, co-diretto con Tom Morris. National Theatre (2007), Gillian Lynne Theatre di Londra (2009), Lincoln Center di Broadway 2011)
- Tutto è bene quel che finisce bene di William Shakespeare. National Theatre di Londra (2009)
- Donne attente alle donne di Thomas Middleton. National Theatre di Londra (2009)
- Lo strano caso del cane ucciso a mezzanotte di Simon Stephens. National Theatre (2012) e Apollo Theatre di Londra (2013), Ethel Barrymore Theatre di Broadway (2014)
- Angels in America - Fantasia gay su temi nazionali di Tony Kushner. National Theatre di Londra (2017), Neil Simon Theatre di Broadway (2018)
- Company, libretto di George Furth, colonna sonora di Stephen Sondheim. Gielgud Theatre di Londra (2018), Bernard B. Jacobs Theatre di Broadway (2020)
- Morte di un commesso viaggiatore di Arthur Miller. Young Vic e Piccadilly Theatre di Londra (2019)
- Cock di Mike Bartlett. Ambassadors Theatre di Londra (2022)

## Filmografia
- The Salt Path (2024)

## Riconoscimenti
- Premio Laurence Olivier
  - 2008 – Candidatura alla miglior regia per War Horse
  - 2013 – Miglior regia per Lo strano caso del cane ucciso a mezzanotte
  - 2018 – Candidatura alla miglior regia per Angels in America
  - 2019 – Candidatura alla miglior regia per Company
  - 2020 – Miglior regia per Morte di un commesso viaggiatore
- Tony Award
  - 2011 – Miglior regia di un'opera teatrale per War Hose
  - 2015 – Miglior regia di un'opera teatrale per Lo strano caso del cane ucciso a mezzanotte
  - 2022 – Miglior regia di un musical per Company